# 普莱西圣让
普莱西圣让（法語：Plessis-Saint-Jean，法語發音：[plɛsi sɛ̃ ʒɑ̃]）是法国勃艮第-弗朗什-孔泰大区约讷省的一个市镇，位于该省北部，属于桑斯区。

## 地理
普莱西圣让（48°21'8"N, 3°18'21"E）面积11.02 平方千米，位于法国勃艮第-弗朗什-孔泰大區约讷省，该省份为法国中北部内陆省份，西接卢瓦雷省，西北接塞纳-马恩省，南至涅夫勒省，东临科多尔省，东北与奥布省接壤。
与普莱西圣让接壤的市镇（或旧市镇、城区）包括：小维勒诺克斯、奥勒斯河畔拉沙佩勒、孔皮尼、米什里、帕伊、塞日讷、奥勒斯河畔托里尼。

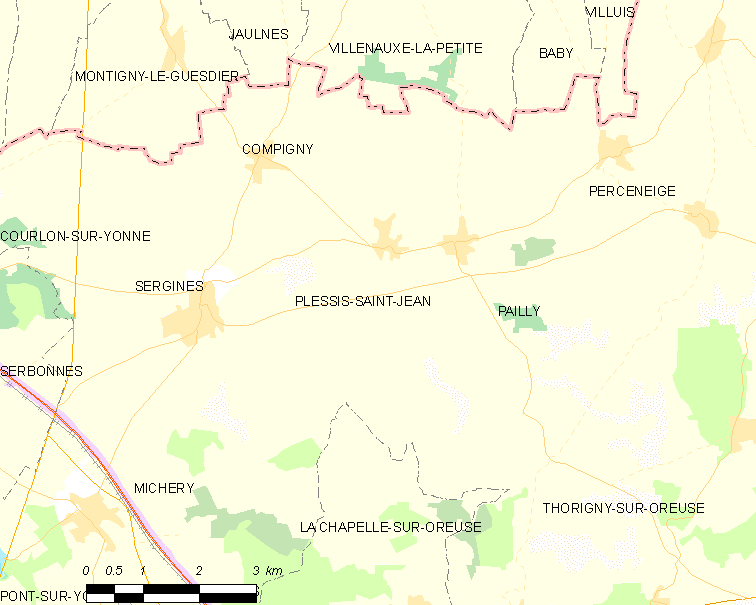
普莱西圣让的OSM定位图

普莱西圣让的时区为UTC+01:00、UTC+02:00（夏令时）。

## 行政
普莱西圣让的邮政编码为89140，INSEE市镇编码为89302。

## 政治
普莱西圣让所属的省级选区为奥勒斯河畔托里尼县。

## 人口

1962-2008年间普莱西圣让人口变化图示

普莱西圣让于2022年1月1日时的人口数量为218人。